# 国勢調査指定地域
国勢調査指定地域（こくせいちょうさしていちいき、Census-designated place; CDP）は、アメリカ合衆国統計局の統計上の報告のために便宜上作られた、アメリカ合衆国の地方区分の呼び名のひとつ。CDPは個別の行政法人（市役所や役場、市町村議会など）を持たないが、それ以外は普通の市町村（city, village, townshipなど）と同格である。行政は郡政府によって行われる。
CDPは、統計上のデータのためにエリアをまとめて呼んではいるが、通常は周辺住民が認識できる地名によって区分される。自治法人に属さない大きな軍事基地や大学キャンパスなどは、その名称でCDPとして報告される。アメリカの地方自治体は、住民の総意（住民投票）によって法人化されるので、人口の大小に関係なくCDPは存在する。CDPの人口の報告は、そのまま郡の人口統計に組み込まれる。
CDPの境界は、近隣の自治体やインディアン居留地によって定義されることがあるが、それは地方自治体の状態には影響しない。あくまでも統計局の調査のための恣意的な境界の線引きであるため、人口動態のパターンによっては変更されるかもしれないし、その名前も地元の理解とは異なる場合もある。自治法人がないので、行政のある自治体（Incorporated area）に対して非法人地域（Unincorporated area）とも呼ばれる。
ハワイ州では、州都ホノルルが唯一の法人化された自治体だが、統計上はCDPとして扱われている。
バージニア州のアーリントン郡は統計上全域がCDPとして扱われている。
アメリカは行政上の区分以外にも、学区や警察、水道、ガス、消防などの、それぞれ独自の区分（特別目的地方政府）があり、これは日本のように必ずしも地方行政区分とは一致していない。